# カルロフォルテ
カルロフォルテ（イタリア語: Carloforte）は、イタリア共和国サルデーニャ州南サルデーニャ県にある、人口約6,200人の基礎自治体（コムーネ）。
サン・ピエトロ島にある。

## 文化・観光
「イタリアの最も美しい村」クラブ加盟コムーネである。